# ンジ＝コモエ州
ンジ＝コモエ州（ンジ＝コモエしゅう、フランス語: Région du N'Zi-Comoé）はかつてコートジボワールに存在した州。
州都はディンボクロ。面積は19,242平方キロメートル。
人口は1998年国勢調査では約63万人、2010年推計では約91万人。国土の東部に位置し、北から時計回りにバンダマ渓谷州、ザンザン州、中コモエ州、アニェビ州、ラギューヌ州、ラック州と接していた。
1997年1月15日の行政区画再編によって設置された。2011年9月28日の行政区画再編によって廃止され、新たに設置されたラック地方の一部となった。

## 行政区画
成立当初は4県だったが、1998年にディンボクロ県からボカンダ県が、2005年にムバイアクロ県からプリクロ県が、2009年3月27日にアラー県およびムバト県がボングワヌ県からそれぞれ分立し、廃止時点では8県となった。また県の下には2007年時点で25郡と16コミューンがあった。
- アラー県（英語版）（2009年設置）
- ボカンダ県（英語版）（1998年設置）
- ボングワヌ県（英語版）
- ダウクロ県（英語版）
- ディンボクロ県（英語版）
- ムバイアクロ県（英語版）
- ムバト県（英語版）（2009年設置）
- プリクロ県（英語版）（2005年設置）